# Tour de charme
Carnets de scène este cel de-al doilea album în concert al cântăreței franceze Patricia Kaas.

## Conținut
- Ediție Standard:

1. „Entrer dans la lumière”
2. „D'Allemagne”
3. „Je te dis vous”
4. „Hôtel Normandy”
5. „Les hommes qui passent”
6. „Mon mec à moi”
7. „Kennedy Rose”
8. „Regarde les riches”
9. „Mademoiselle chante le blues” (versiunea editată)
10. „Il me dit que je suis belle”
11. „I Wanna Be Loved By You”
12. „Ceux qui n’ont rien”
13. „Entrer dans la lumière” (versiunea acustică)